# Grammitis apiculata
Grammitis apiculata là một loài dương xỉ trong họ Polypodiaceae. Loài này được Kunze ex Klotzsch F. Seym. mô tả khoa học đầu tiên năm 1975.